# S-80型潜水艦
S-80 型はスペイン海軍で建造中の潜水艦の系列である。

## 概要
通常動力型潜水艦ではあるが、AIPシステムの導入など様々な先進技術の取り入れられた世界でも最先端の設計となっている。まず、4隻が建造予定で後に6隻に増やされる。2隻は既にスペインのナバンティア社のカルタヘナの造船所で建造中である。それらの基本的な特徴は推進装置や水中での為に高度に自動化された設計である。任務には海軍の対地作戦、海軍の特殊戦、哨戒、海軍力の防衛と抑止力が含まれる。スペイン海軍には1番艦が2013年に、2番艦が2014年に就役する予定である。3番艦の建造は2009年に開始された。2隻の就役と同様に4番艦もまもなく着工が期待される 。2013年には、1番艦であるS-81が70tの重量過多で一度潜水すると再浮上できないことが艤装工事中に発覚した。この問題は海外の専門家を招聘して対応することとなり、ナバンティア社は2016年4月6日、耐圧船殻を延長することで問題を解決したと発表した。
2020年現在、2019新型コロナウイルスの感染拡大により建造スケジュールの遅延が生じており、1隻目の完成は2022年末以降と発表されている。

## 特徴
S-80 型潜水艦は、想定される脅威に対してより完全に任務を遂行できるように設計されており、遠隔海域へ高速で進出し、作戦を遂行するために必要な能力を備えるとしている。非大気依存推進(AIP)システムの導入によって長期間の潜航が可能となっており、紛争海域での作戦能力が向上している。
S-80型の主な特徴は以下の通り。
- さまざまなシナリオに対応する、複数目標を同時捕捉可能な戦闘システム
- 特殊部隊を含む人員輸送能力
- 被発見性を最小化する為の低騒音性と低磁力シグネチャ
- 被発見性を最小化する為の低レーダー反射面積と低赤外線放射

## 動力
エンジンはMTUの16V 396 SE 84L ディーゼル機関をナバンティアがライセンス生産する。モーターはGamesa Corporación Tecnológicaの子会社であるCantareyの出力3,500 kWの永久磁石式同期電動機が用いられる。

## 武装
Seahake mod. 4魚雷、機雷、サブハープーンブロックIIミサイルを備える。ソナーはロッキード・マーティン製である。

## AIP 推進
S-80型潜水艦に実装されるAIP(非大気依存推進)はフランスのMESMA(Module Energie Sous-Marin Autonome)計画とは全く異なる。
非大気依存推進 (AIP)は(AbengoaのHynergreenによって提供される)反応容器といくつかの中間Coprox反応炉で構成されるバイオエタノール改質器によってバイオエタノールを高純度の水素に改質する。生成された水素を(スペースシャトルにも使用される)UTCパワーの燃料電池へ供給する。
改質器はバイオエタノールを燃料として(高圧低温タンクに液体で貯蔵される)酸素によって水素と副産物として二酸化炭素を生成する。水素と酸素を燃料電池に供給する。
バイオエタノール改質器は同様に高濃度の二酸化炭素や他の不完全燃焼によるガスを含む蒸気を生成する。このガスの流れは1台または複数のBIOSCI社で開発されたSECO2(または二酸化炭素除去システム)エジェクタベンチュリスクラバー（気液噴霧式洗浄集塵器）と呼ばれる新しい装置を介して海水と混合され、海中に放出される。その目的は水中で検出不可能な水準まで二酸化炭素の泡を溶解させる事である。
S-80型潜水艦のAIPの出力は1,300 kWである。シュノーケルを使用せずに最大20日間潜航できる。

## 将来
永久磁石式電動機によって高速でキャビテーションを生じない特別設計の固定ピッチプロペラを駆動する。